# دم‌بادبزنی سینه‌رگه‌ای

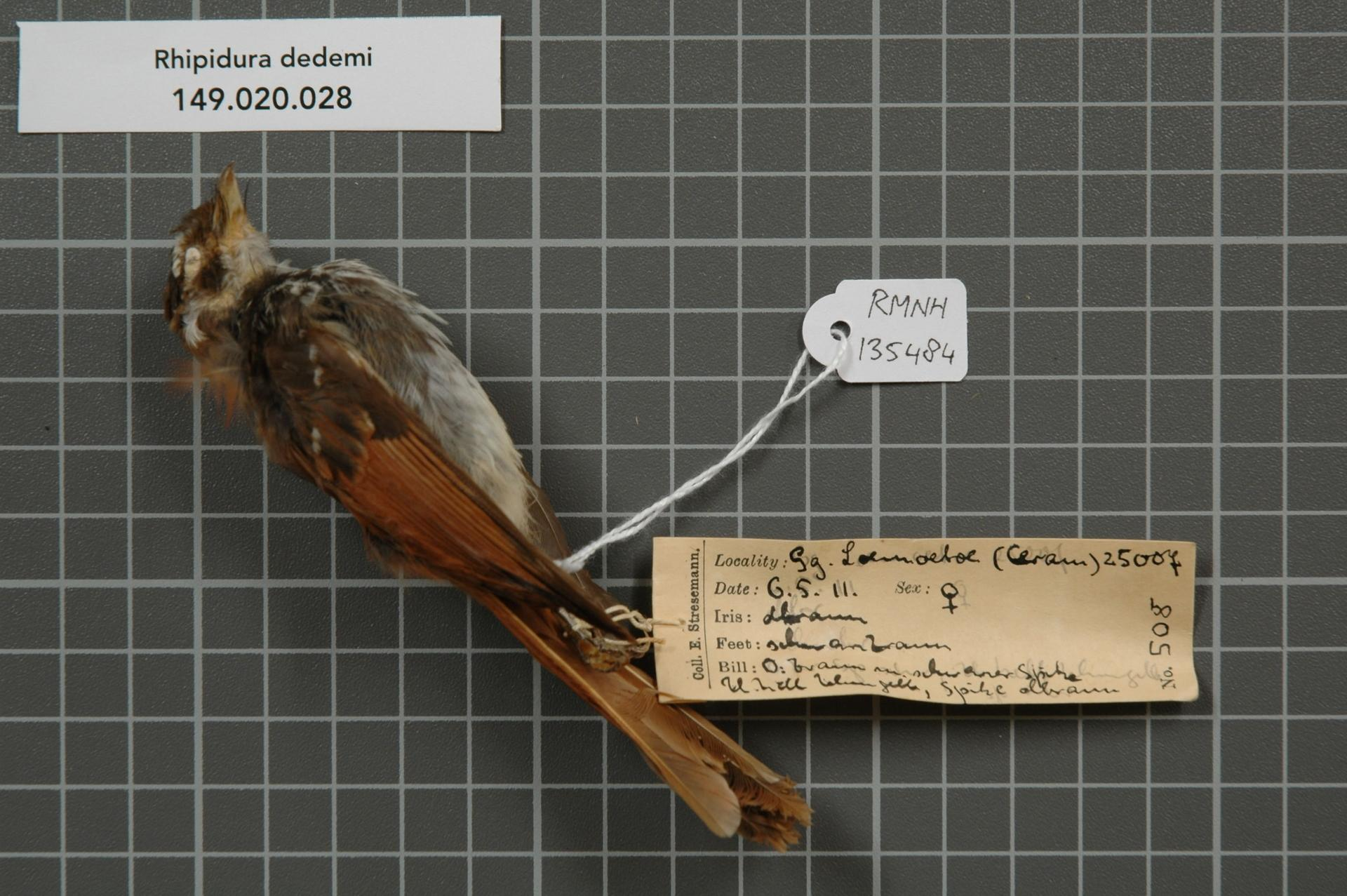
تصویری از پرنده دم‌بادبزنی سینه‌رگه‌ای

دم‌بادبزنی سینه‌رگه‌ای (نام علمی: Rhipidura dedemi) نام یک گونه از سرده دم‌بادبزنی است.